# Achille et Briséis (fresque)
Achille et Briséis (ou Briséis enlevée à Achille, ou encore Achille contraint de céder Briséis à Agamemnon) est une fresque antique du Ier siècle représentant une scène de l'Iliade. Elle a été découverte dans la maison du Poète tragique à Pompéi (sur le mur où se trouvait aussi la fresque Hiérogamie), en Italie, et fut alors transférée au Musée archéologique national de Naples où elle est conservée. Cette peinture mythologique est réalisée à la détrempe, semblable au badigeon coloré et intermédiaire entre la fresque et la peinture.

## Sujet
Briséis, reine de la ville de Lyrnessos, été enlevée pendant la Guerre de Troie par Achille. Un oracle d'Apollon, délivré par le devin Calchas, a forcé le roi Agamemnon, sur l'insistance d'Achille, à renoncer à sa captive, Chryséis. Pour se dédommager et affirmer sa souveraineté, Agamemnon envoie ses deux hérauts Talthybios et Eurybate enlever Briséis à Achille. S'estimant spolié, Achille entre dans une grande colère et refuse alors de se battre aux côtés des armées grecques. 

## Influence
Agostino Carracci en a réalisé une gravure, qui a été incluse dans sa collection de poses érotiques, I Modi.